# Sistema Europeo de Cuentas
El Sistema Europeo de Cuentas (también denominado  "SEC 2010" o, simplemente, "SEC") constituye el marco contable comparable a escala internacional, cuyo fin es realizar una descripción sistemática y detallada del total de una economía (una región, un país o un grupo de países), sus componentes y sus relaciones con otras economías. 
La elaboración de las políticas en la Unión Europea y la supervisión de las economías de los Estados miembros y de la unión económica y monetaria (UEM) exigen que se cuente con datos comparables, actualizados y fiables sobre la estructura de la economía y la evolución de la situación económica de cada Estado.
Un Sistema de Cuentas Nacionales constituye un marco contable que define las reglas precisas para la elaboración de la contabilidad nacional, establece las definiciones y conceptos de las operaciones económicas, la estructura ordenada de cuentas, etcétera. En definitiva, esa «normativa» no es más que una técnica de representación que permite obtener una descripción cuantitativa y simplificada de la actividad económica de un país, mostrando cómo se alcanza el equilibrio entre las principales magnitudes agregadas de esa economía.
El sistema de cuentas adoptados en la Unión Europea, denominado SEC 2010, fue aprobado por el Reglamento (CE) 549/2013, relativo al Sistema Europeo de Cuentas Nacionales y Regionales, que sustituyó al Reglamento (CE) 2223/96.

## Sectores institucionales
La Contabilidad nacional agrupa a las unidades que constituyen la economía nacional por categorías normalizadas. La clasificación de los sectores institucionales según el SEC es la siguiente:
- Sector: Sociedades y cuasi-sociedades no financieras/código:(S 10).
- Instituciones de crédito/(S 40)
- Empresas de seguros/(S 50)
- Administraciones Públicas/(S 60)
- Instituciones privadas sin fines de lucro/(S 70)
- Hogares/(S 80)
- Resto/(S 90)

## Funcionamiento
El sistema de contabilidad nacional adoptado en la Unión Europea (SEC-2010) sirve para realizar un análisis en profundidad de las operaciones económicas que se realizan entre los sujetos que intervienen en la economía. Se describe el ciclo económico en una serie ordenada de Cuentas relacionadas entre sí mediante las operaciones económicas. Así, una operación como puede ser la exportación de mercancías va a tener incidencia en la cuenta de bienes y servicios y en la cuenta del resto del mundo. El sistema distingue tres tipos de cuentas:
1. Cuentas corrientes, que registran la producción, generación, distribución y redistribución de rentas.
2. Cuentas de acumulación, que registran variaciones de activos, pasivos y del patrimonio neto.
3. balances, constituye importante novedad introducida por el SEC-95 en relación con la anterior versión del SEC, que solo incluía cuentas de flujos, muestran el total de los activos y pasivos y el patrimonio neto al final del período contable.

La Contabilidad Nacional de España elabora un conjunto del cuentas, cuadros y datos, fijados en dicho Reglamento de aprobación del Sistema europeo de cuentas. En los años ochenta se empezó a elaborar el denominado subsistema de Cuentas Regionales (CRE) y al inicio de los años noventa, la Contabilidad Nacional Trimestral (CNTR).

## Aplicaciones
Las principales aplicaciones del sistema de contabilidad europeo de contabilidad son:
- La fijación de los criterios de convergencia de la Unión Monetaria Europea y los posteriores del Pacto de estabilidad y crecimiento fueron definido en términos de las cifras que se derivan de las cuentas nacionales.
- La concesión de ayudas financieras y fondos estructurales a las regiones de la Unión Europea se basa en los datos de las cuentas nacionales desglosadas por regiones.
- El cálculo de los recursos propios de la Unión Europea.